# Daniel Payne

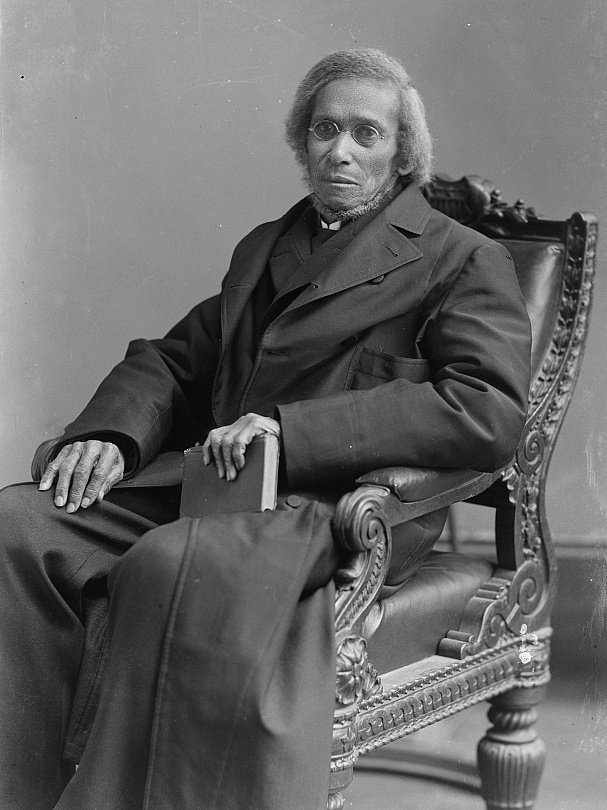
Daniel Alexander Payne, 1890er Jahre

Daniel Payne, mit vollem Namen Daniel Alexander Payne (* 24. Februar 1811 in Charleston (South Carolina); † 2. November 1893 in Xenia (Ohio)), war ein US-amerikanischer Bischof, Pädagoge, College-Verwalter und Autor. Er war der sechste Bischof der Afrikanisch-bischöflichen Methodististenkirche (übliche englische Abkürzung: AME Church) (1852–1893) und ein maßgeblicher Gestalter derselben im 19. Jahrhundert, wobei er die Ausbildung und Vorbereitung von Geistlichen und die Einführung einer besseren Kirchenordnung betonte. Er war einer der Gründer der Wilberforce University in Ohio im Jahr 1856. 1863 kaufte die AME Church das College; als er mit der Leitung des Colleges betraut wurde, war Payne der erste afroamerikanische Präsident eines Colleges in den Vereinigten Staaten. Er behielt diesen Posten bis 1877.
Indem er die missionarische Unterstützung von Freigelassenen durch die AME Church in den Südstaaten nach dem Sezessionskrieg schnell organisierte, gewann Payne 250.000 neue Mitglieder für die AME Church während der Reconstruction, der Wiederaufbauphase der USA. Zunächst in Charleston (South Carolina) stationiert, gründeten er und seine Missionare AME-Gemeinden in den Südstaaten entlang der Ostküste der USA bis nach Florida und westlich bis nach Texas. Im Jahr 1891 schrieb Payne das erste Geschichtswerk über die AME Church. Wenige Jahre später veröffentlichte er seine Memoiren.

## Frühe Jahre und Ausbildung
Daniel Payne wurde am 24. Februar 1811 als freier Mensch, also nicht als Sklave, in Charleston geboren. Seine Vorfahren waren afrikanischer, europäischer und eingeborener Abstammung. Payne merkte in seinen späteren autobiographischen Schriften an: „Soweit ich mich auf mein Gedächtnis verlassen kann, hatte meine Mutter einen hellbraunen Teint, mittlere Statur und einen feingliedrigen Körperbau. Sie erzählte mir, dass ihre Großmutter von dem Indianerstamm kam, der in der frühen Geschichte der Carolinas als Catawba-Indianer bekannt war.“ Er stellte außerdem fest, dass er von der Goings-Familie abstammte, bei der es sich um eine bekannte freie Afroamerikaner- beziehungsweise Indigenen-Familie handelte. Sein Vater war einer von sechs Brüdern, die im Amerikanischen Unabhängigkeitskrieg (1775–1783) gekämpft hatten, und sein Großvater väterlicherseits war Engländer. Seine Eltern London und Martha Payne gehörten zur sogenannten „Braunen Elite“ freier Afroamerikaner in der südlichen Küstenstadt. Beide starben, bevor ihr Sohn erwachsen wurde. Während seine Großtante ihn aufzog, unterstützte die Minors' Moralist Society seine frühe Erziehung. Payne wuchs wie seine Eltern in der Bischöflichen Methodistenkirche auf. Im Heimstudium unterrichtete er sich daneben selbst in Mathematik, Physik und den klassischen Sprachen. Im Jahr 1829, im Alter von 18 Jahren, eröffnete er seine erste Schule in Charleston.
Nach dem berühmten und gefürchteten Nat Turner-Sklavenaufstand in Virginia, South Carolina und anderen Südstaaten wurden Gesetze erlassen, die die Rechte und Bewegungsfreiheit freier Personen nichteuropäischer Abstammung und von Sklaven einschränkten. So wurde am 1. April 1835 ein Gesetz erlassen, das den Alphabetisierungsunterricht für die genannten Personenkreise für illegal erklärte und mit Strafen bis hin zur Inhaftierung belegte. Nach Erlass dieses Gesetzes musste Payne seine Schule schließen.
Im Mai 1835 segelte Payne von Charleston nordwärts nach Philadelphia, um in den Genuss einer weiteren Ausbildung gelangen zu können. Ein Angebot der Methodisten ausschlagend, das darin bestand, dass er als evangelistischer Missionar in die Republik Liberia in Westafrika gehen sollte, ein Land, das als Kolonie für freie und freigelassene Afroamerikaner aus den Vereinigten Staaten eingerichtet wurde, studierte Payne am Lutherischen Theologischen Seminar in Gettysburg im Adams County, im ländlichen Farmland des südlich-zentralen Pennsylvania. Das Seminar war einige Jahre vorher, 1826, gegründet worden. Erst eine Dekade alt, war es das zweite lutherische theologische Seminar in Nordamerika (das erste war das Hartwick-Seminar in New York) und ist gegenwärtig das älteste des amerikanischen Lutheranismus. Mit damals nur wenigen Theologiestudenten in einem dreistöckigen kuppelbedeckten Gebäude, später bekannt als altes Studentenwohnheim (heute restauriert und in Schmucker Hall umbenannt und von der historischen Gesellschaft Adams County genutzt), wurde es geführt von dem prominenten und talentierten, aber umstrittenen evangelisch-lutherischen Theologen Samuel Simon Schmucker (1799–1873). Payne arbeitete nie als lutherischer Geistlicher. Eine Quelle begründet dies damit, dass er die Schule aufgrund einer Sehschwäche verlassen musste. Eine andere Quelle gibt die Begründung, dass keine Gemeinde ihn berief, so dass die Lutherische Kirche ihm nahelegte, für die Bischöfliche Methodistenkirche (Methodist Episcopal Church) zu arbeiten. Dennoch war er der erste, der von einer amerikanischen lutherischen Kirche, der evangelisch-lutherischen Generalsynode der Vereinigten Staaten von Amerika (1820–1917) ausgebildet und, im Jahre 1835, ordiniert wurde. Die Generalsynode selbst war gerade erst 15 Jahre zuvor als dritte große lutherische Synode in Amerika gegründet worden und war der erste nationsweite Zusammenschluss regionaler und Staats-Synoden und -Gemeinden, Vorgängerin der modernen Evangelical Lutheran Church in America (ELCA, durch Zusammenschlüsse 1988 entstanden).

## Ehe und Familie
Payne heiratete im Jahr 1847. Seine Frau starb aber noch im ersten Ehejahr an Komplikationen während einer Geburt. Im Jahr 1854 heiratete er erneut. Seine zweite Frau hieß Eliza Clark und stammte aus Cincinnati.

## Karriere in der AME Church

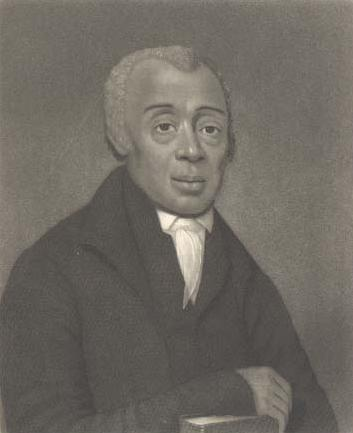
Richard Allen

1840 begann Payne eine weitere Ausbildung an einer anderen Schule. Er trat im Jahr 1842 der AME Church bei. Er stimmte deren Gründer Richard Allen darin zu, dass eine sichtbare und unabhängige afroamerikanische Kirche ein starkes Argument gegen Sklaverei und Rassismus sei. Payne arbeitete stets daran, die Situation der Afroamerikaner zu verbessern. Er widersprach Aufrufen zu deren Emigration nach Liberia und anderen Teilen Afrikas, wie es von der American Colonization Society verlangt und von manchen freien Afroamerikanern unterstützt wurde.
Payne arbeitete an der Verbesserung der Ausbildung von Geistlichen der AME Church, empfahl eine große Vielfalt von Klassen, unter anderem für Grammatik, Geographie, Literatur und andere akademische Fächer, so dass sie die Menschen effizient führen konnten. In den Debatten der folgenden Jahrzehnte über „Ordnung und Emotionalität“ in Versammlungen und Konferenzen der AME Church entschied er sich klar für die Ordnung.
Die erste Aufgabe der AME Church war es, „die Geistlichkeit zu fördern; die zweite, das Volk zu fördern“. Bei einem konfessionellen Treffen in Baltimore im Jahre 1842 riet Payne, ein vollständiges Studienprogramm für Geistliche solle englische Grammatik, Geographie, Arithmetik, alte Geschichte, Zeitgeschichte, Kirchengeschichte und Theologie umfassen. Bei der folgenden Generalkonferenz der AME Church von 1844 forderte er einen „regulären Studiengang für angehende Ordinierte“, in der Hoffnung, sie würden ihre Gemeindemitglieder dadurch besser fördern können. Im Jahr 1845 versuchte Pastor Payne ein  Seminar der AME Church einzurichten und erreichte es, die für seine Geistlichen notwendige Ausbildung nach und nach auf ein höheres Niveau zu heben.
Payne führte ebenfalls Reformen im Musikstil durch, wobei er ausgebildete Chöre und Instrumentalmusik in die Kirchenpraxis einführte. Er folgte der Meinung, dass Geistliche keine Analphabeten sein dürften. Während seiner gesamten Karriere fuhr Payne fort, die Organisation der Kirche aufzubauen, indem er die Alphabetisierung und literarische sowie historische Gesellschaften einführte und die Ordnung förderte. Bisweilen geriet er mit jenen in Konflikt, die sicherstellen wollten, dass gewöhnliche Leute in der Kirche aufsteigen konnten. Besonders nach der Expansion der Kirche in die Südstaaten nach dem Ende des Bürgerkrieges, wo sich unterschiedliche Gottesdienstpraktiken etabliert hatten und weiterexistierten, gab es einige Spannungen in der Frage, welche Richtung die Kirche einschlagen sollte.

## Bischof und College-Präsident

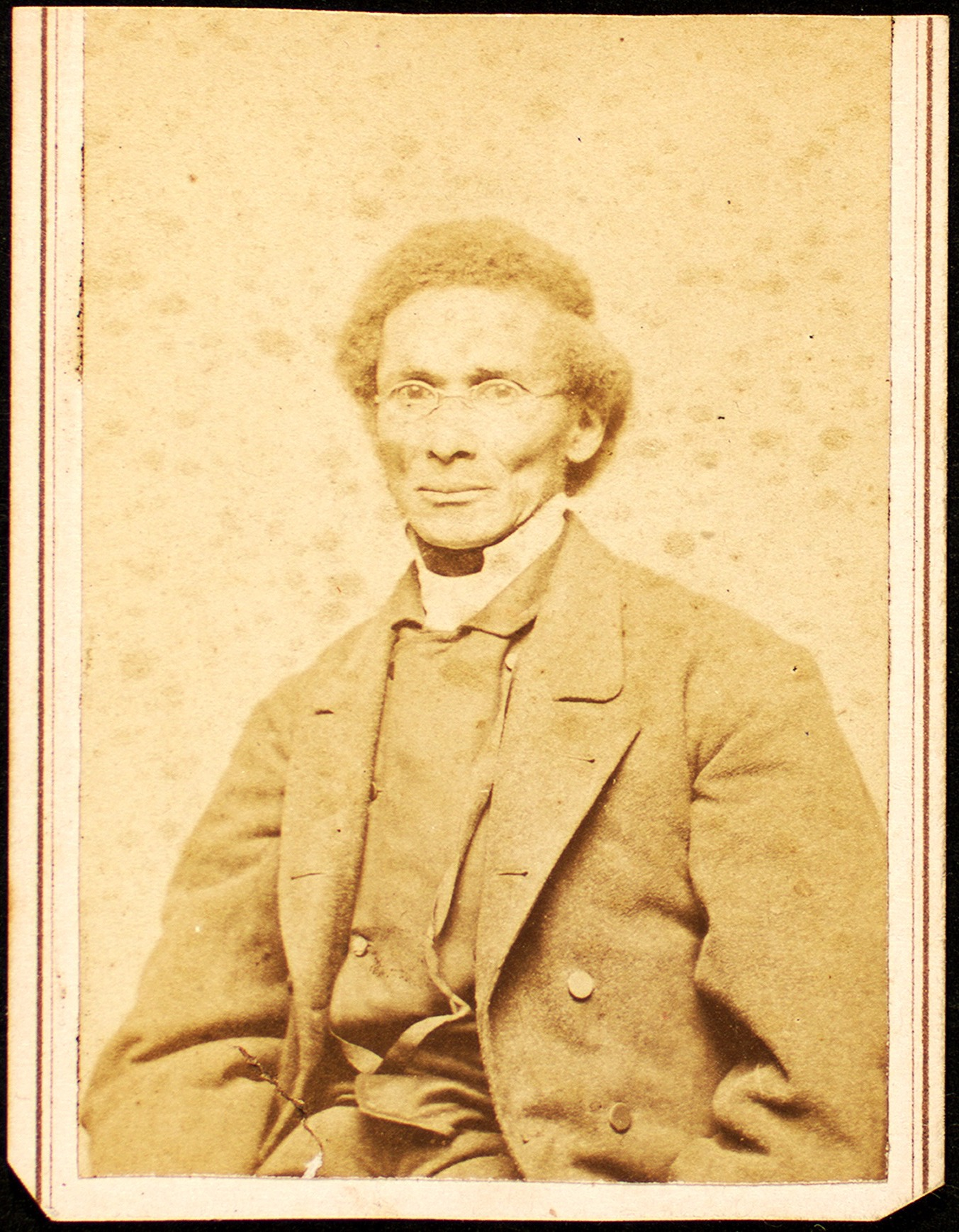
Studioportrait von Bischof D. A. Payne

Im Jahr 1848 ernannte der vierte Bischof William Paul Quinn (1788–1873) Payne zum Historiographen der AME Church. 1852 wurde Payne zum sechsten Bischof der AME Church gewählt und eingesetzt. Er behielt dieses Amt für den Rest seines Lebens bis 1893.
Gemeinsam mit Lewis Woodson (1806–1878), einem mitfühlenden euroamerikanischen Geistlichen und Mitglied der AME Church, zwei weiteren afroamerikanischen Repräsentanten der AME Church und 18 euroamerikanischen Repräsentanten der Jährlichen Konferenz der Bischöflichen Methodistenkirche (Methodist Episcopal Church, MEC) arbeitete Payne im Gründungsgremium der Direktoren der späteren Wilberforce University in Wilberforce, Ohio im Jahr 1856. Sie wurde nach dem heute hochverehrten William Wilberforce (1759–1833) benannt, einem klaren Abolitionisten und gläubigen Christen, der jahrzehntelang unermüdlich als langjähriges Mitglied des britischen Unterhauses gegen die Sklaverei und für die Abschaffung des afrikanisch-transatlantischen Sklavenhandels arbeitete. Zu den Beauftragten, die die Sache des Abolitionismus und der Förderung der Bildung der Afroamerikaner vertraten, gehörte Salmon P. Chase, der frühere Gouverneur von Ohio, der 1864 vom 16. Präsidenten Abraham Lincoln zum Gerichtspräsidenten des US Supreme Court ernannt wurde, nachdem er als US-Finanzminister während des frühen Amerikanischen Bürgerkrieges drei Jahre lang in Lincolns Kabinett gedient hatte, um dem verstorbenen langjährigen Präsidenten des Obersten Gerichtshofes, Roger B. Taney, nachzufolgen. Die Kirchen förderten die Wilberforce University im Jahr 1856 gemeinsam, um die College-Erziehung für Afroamerikaner zu gewährleisten. Es war das erste der historischen afroamerikanischen Colleges, an deren Gründung bereits Afroamerikaner beteiligt waren.
Die Stadt Wilberforce wurde an einem Ort namens Tawawa Springs eingerichtet, der bei Sommerurlaubern beliebt war. Die Besiedlung übernahmen Personen aus Cincinnati weiter südlich des Ohio River; darunter befanden sich Abolitionisten ebenso wie viele euroamerikanische Plantagenbesitzer aus den Südstaaten, die oft ihre Geliebten nichteuropäischer Abkunft und ihre „natürlichen“ (d. h. illegitimen) gemischtrassigen Kinder zu ausgedehnten Aufenthalten mitbrachten.
Zu den paradoxen Ergebnissen der Sklaverei gehörte es, dass 1860 die meisten der 200 zahlenden Studenten des College gemischtrassige Abkömmlinge reicher südstaatlicher Plantagenbesitzer waren, die ihren Kindern in Ohio die Ausbildung angedeihen ließen, die sie in den Südstaaten nicht hätten bekommen können. Die Männer waren Beispiele für euroamerikanische Väter, die ihre gemischtrassigen Kinder nicht aufgaben, sondern wichtiges soziales Kapital in Gestalt von Bildung weitergaben. Sie und andere stellten ferner Geld, Eigentum und Lehrstellen zur Verfügung.
Bei Ausbruch des Bürgerkrieges im Frühjahr 1861 riefen die Plantagenbesitzer ihre Söhne vom College zurück, und die jährliche Cincinnati-Konferenz der Bischöflichen Methodistenkirche (deren Teilnehmer normalerweise ausschließlich europäisch-stämmig waren) hielt es für notwendig, ihre Ressourcen für soziale Kosten des Krieges zur Verfügung zu stellen. Das College musste wegen dieser finanziellen Schwierigkeiten zeitweilig schließen. Im Jahre 1863 überzeugte Payne seine Mitgeistlichen und Laienmitglieder der AME Church, die Schulden und das College von der Bischöflichen Methodistenkirche von Cincinnati selbst vollständig zu übernehmen. Payne wurde dann als Präsident ausgewählt und wurde damit erster afroamerikanischer College-Präsident der Vereinigten Staaten. Die AME Church musste zwei Jahre später weitere Gelder in das College investieren, nachdem ein Sympathisant der Südstaaten die Gebäude durch Brandstiftung beschädigt hatte. Payne half beim Einwerben der Gelder und dem Wiederaufbau. Euroamerikanische Sympathisanten spendeten große Geldsummen, darunter waren Einzelspenden in Höhe von $10.000 vom Direktoriumsmitglied Salmon P. Chase und einem weiteren Unterstützer aus Pittsburgh, ebenso eine Spende in Höhe von $4.200 von einer Euroamerikanerin. Der US-Kongress, damals von radikalen Republikanern dominiert, bewilligte einen Zuschuss in Höhe von $25.000 für das College um dessen Wiederaufbau zu unterstützen. Payne führte das College bis 1877. Payne reiste zweimal nach Europa, wo er sich mit britischen methodistischen Geistlichen beriet und ihre verschiedenen Colleges und Bildungsprogramme studierte.
Im April 1865, nach dem Bürgerkrieg, kehrte Payne zum ersten Mal nach 30 Jahren in die Südstaaten zurück. Mit seiner Erfahrung, wie eine Organisation aufzubauen ist, ging er mit neun Missionaren nach Charleston und arbeitete dort mit anderen zusammen, um dort die AME Church aufzubauen. Er organisierte Missionare, Vorstände und Lehrer, um die AME Church zu den Freigelassenen zu bringen. Nur ein Jahr später war die Kirche in diesem Teil der Südstaaten um 50.000 Gläubige gewachsen.
Am Ende der Wiederaufbauzeit, im Jahr 1877, gab es Gemeinden der AME Church über die gesamten Südstaaten hinweg von Florida bis Texas und mehr als 250.000 neue Anhänger waren in die Kirche aufgenommen worden. Obwohl die wachsende Kirche ein nordstaatliches Zentrum hatte, wurde sie durch ihre Expansion in die Südstaaten stark beeinflusst. Die Eingliederung vieler Gläubiger mit unterschiedlichen Gottesdienstpraktiken und -traditionen sowie Musikstilen half bei der Ausformung einer nationalen AME Church. Sie spiegelte nun mehr die afroamerikanische Kultur der Südstaaten wider.
1881 gründete Payne die Bethel Literary and Historical Society, eine Gesellschaft, die Referenten zu aktuellen Themen des afroamerikanischen Lebens einlud und Teil der florierenden Lyceum movement war.
Bischof Payne starb am 2. November 1893, nachdem er der AME Church (Afrikanisch-bischöflichen Methodistenkirche) für mehr als 50 Jahre gedient hatte.

## Werke

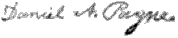
Autogramm Daniel Alexander Paynes aus The National Cyclopaedia of American Biography, Band IV, 1893, Seite 188

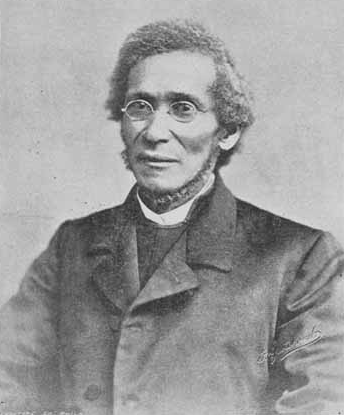
Bischof Daniel Alexander Payne. Frontispiz von Recollections of Seventy Years (1888)

- 1888, Recollections of Seventy Years, seine Memoiren.[1]
- 1891, The History of the A. M. E. Church, die erste Kirchengeschichte der AME Church.[18]

## Vermächtnis und Ehrungen
Der Historiker James T. Campbell schrieb über Payne in seinen Songs of Zion: The African Methodist Episcopal Church in the United States and South Africa (1995), hier übersetzt: „Kein einzelnes Individuum, vielleicht mit Ausnahme von Richard Allen selbst, hat mehr dazu beigetragen, die Bahn und den Ton des amerikanischen Methodismus zu formen.“
- Das Daniel Payne College, eines der historischen afroamerikanischen Colleges, das von 1889 bis 1979 in Alabama existierte, wurde nach ihm benannt. Nach der Schließung des College benannte die Stadt Birmingham (Alabama) eine Straße in Daniel Payne Drive um.
- Das Payne Theological Seminary in Wilberforce (Ohio) wurde nach ihm benannt.
- Eine Gedenkplakette des Staates Pennsylvania wurde ihm zu Ehren am Haus 239 N. Washington St. des Gettysburg College angebracht, um an sein Studium dort zu erinnern.[20]
- Die Heiligenkalender der Evangelisch-Lutherischen Kirche in Amerika und der Lutherischen Kirche – Missouri-Synode erinnern am 2. November an ihn.
- Die Payne-Grundschule in Washington (DC) wurde nach ihm benannt.

## Weiterführende Literatur
- Howard D. Gregg, History of the African Methodist Episcopal Church: (The Black Church in Action), AMEC, 1980
- Rhondda R. Thomas & Susanna Ashton (Herausgeber): The South Carolina Roots of African American Thought., Columbia: University of South Carolina Press 2014, „Daniel Payne (1811-1893)“, S. 17–28